# Bevan Fransman
Bevan Fransman est un footballeur sud-africain né le 31 octobre 1983 à Le Cap. Il joue au poste de défenseur.
Il a participé à la Coupe d'Afrique des nations 2008 avec l'équipe d'Afrique du Sud.

## Carrière
- 2001-02 : FC Fortune ( Afrique du Sud)
- 2002-03 : Excelsior Mouscron ( Belgique)
- 2003-06 : Kaizer Chiefs ( Afrique du Sud)
- 2006-08 : Moroka Swallows ( Afrique du Sud)
- 2008- : Maccabi Netanya ( Israël)

## Palmarès
- 19 sélections en équipe d'Afrique du Sud depuis l'année 2005
- Champion d'Afrique du Sud en 2004 et 2005 avec Kaizer Chiefs
- Vainqueur de la Coupe d'Afrique du Sud en 2006 avec Kaizer Chiefs